# تاپاس
تاپاس (اسپانیایی: tapas‎، جمع کلمهٔ «tapa») یا پیش‌غذای اسپانیایی به انواع خوراک‌های کوچک حاضری گفته می‌شود که می‌توانند به عنوان مزه در کنار نوشیدنی صرف شوند یا این‌که مجموع آن‌ها به عنوان یک ناهار یا شام کامل خورده شود.
تاپاها ممکن است سرد باشند (مثل زیتون، پنیر یا موتوماهی) یا به صورت گرم سرو شوند (مثل ماهی مرکب یا امپانادا). خوراک‌های شبیه به تاپاس را در آمریکای مرکزی بوکاس و در مکزیک بوتاناس می‌نامند.
تاپاس به شکل سنتی در بارهای اسپانیا به عنوان مزه و پیش‌غذا در کنار شراب، آبجو و شری سرو می‌شود. در برخی از نقاط اسپانیا (به‌ویژه در اندلس و مناطق مرکزی) با خرید یک نوشیدنی الکلی پیشخدمت‌ها بشقاب کوچکی از تاپا را هم سرو می‌کنند.
امروزه تاپاها در اسپانیا انواع گوناگون و متنوعی پیدا کرده و تخصصی شده‌اند، به‌طوری که یک رشته آشپزی جداگانه را به خود اختصاص می‌دهند.

## فهرستی از انواع تاپا
- امپانادا
- پاتاتاس براواس (نوعی سیب‌زمینی سرخ‌کرده)
- پنیر
- تورتیا د پاتاتاس
- چوریزوی سرخ‌شده
- کروکتاس
- ماهی مرکب سرخ‌شده
- موتوماهی سرخ‌شده
- زیتون

## نگارخانه

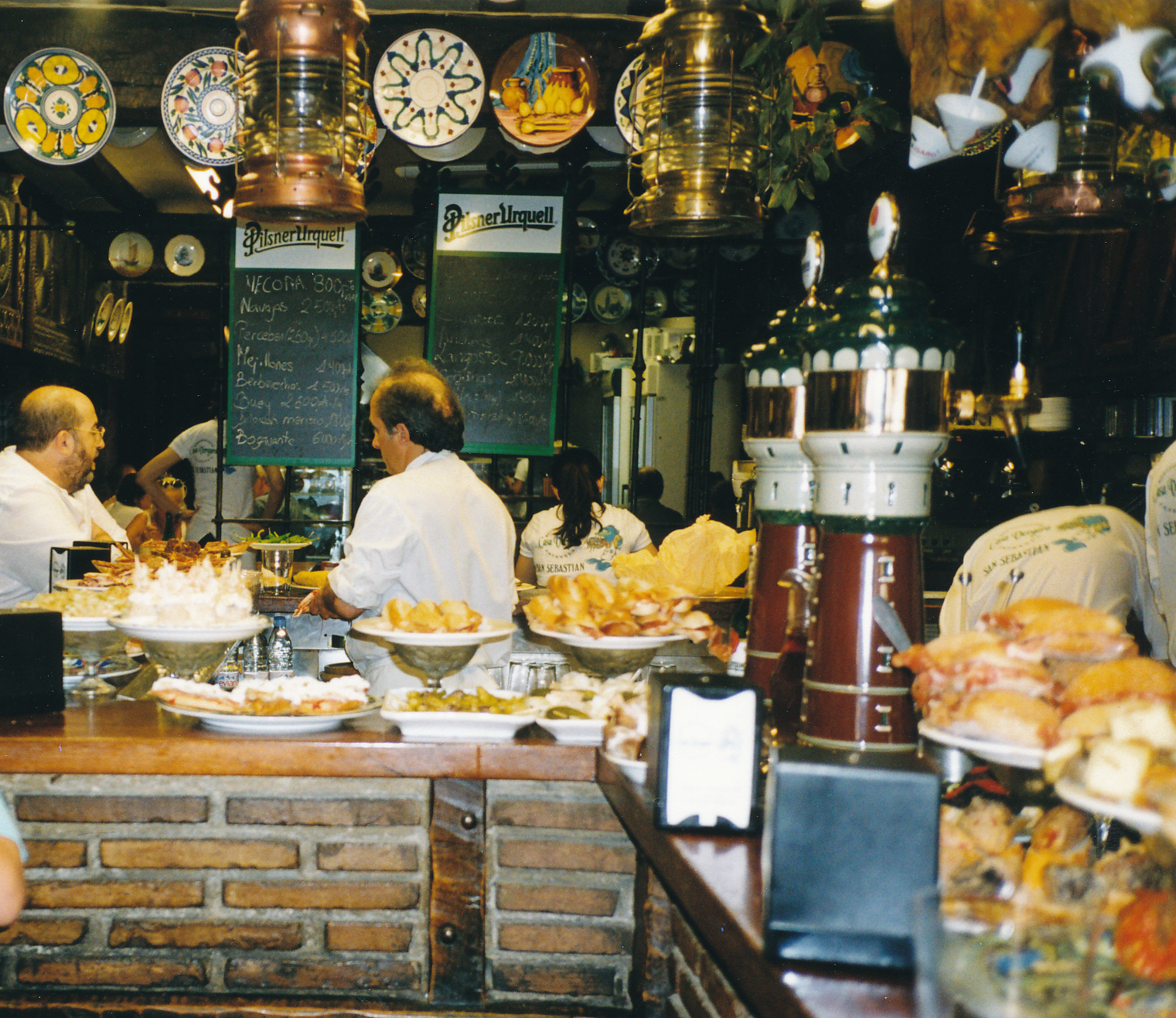
باری در سن سباستین
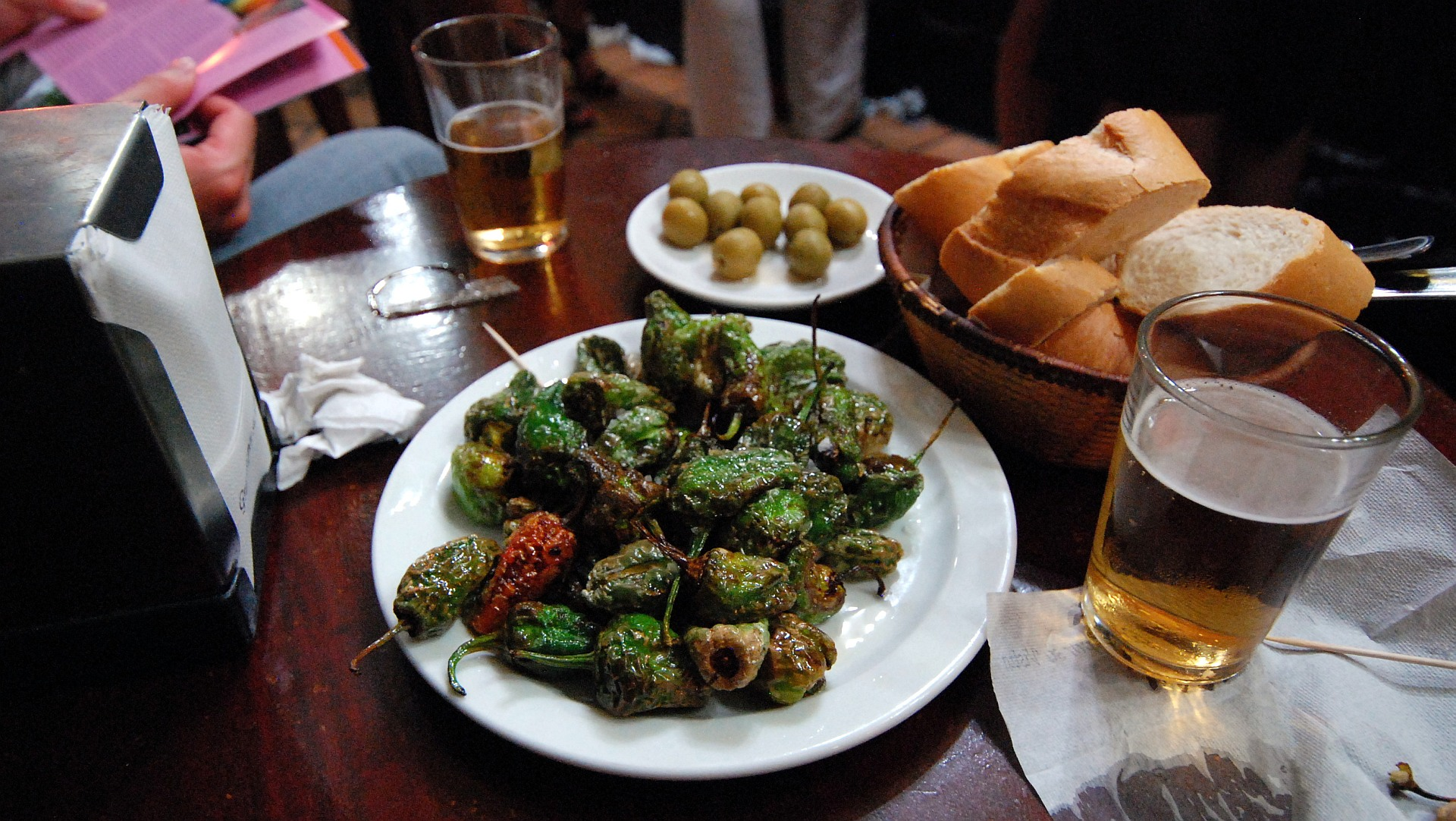
یک بشقاب تاپای فلفل در مادرید
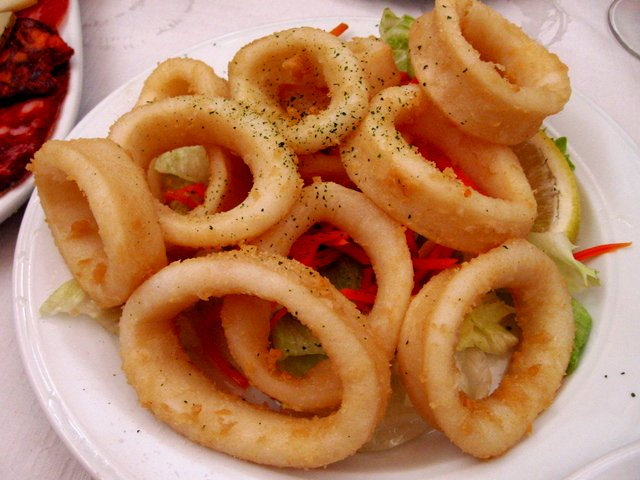
تاپای ماهی مرکب
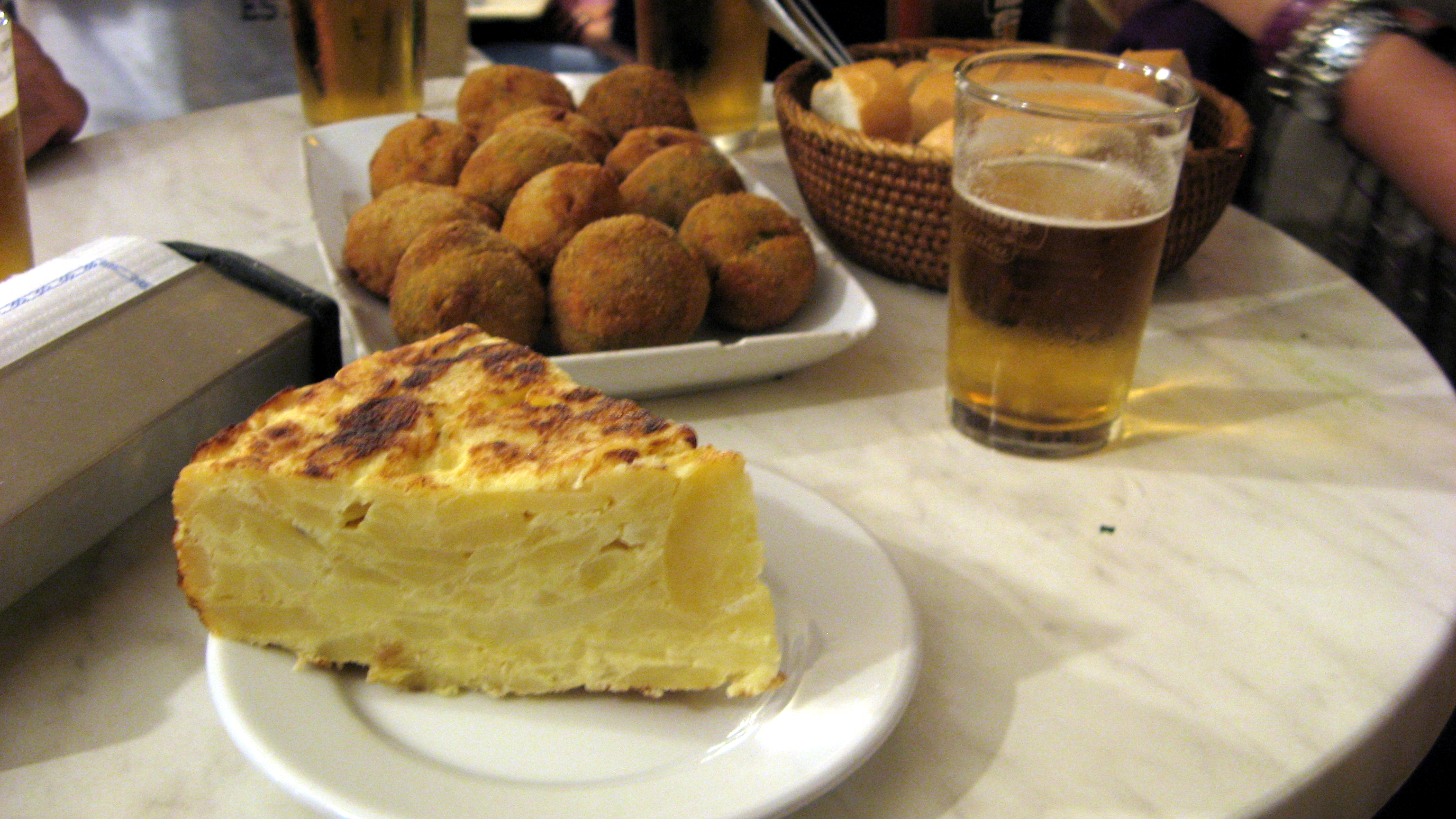
چندین نوع تاپا به همراه آبجو و سبدی نان
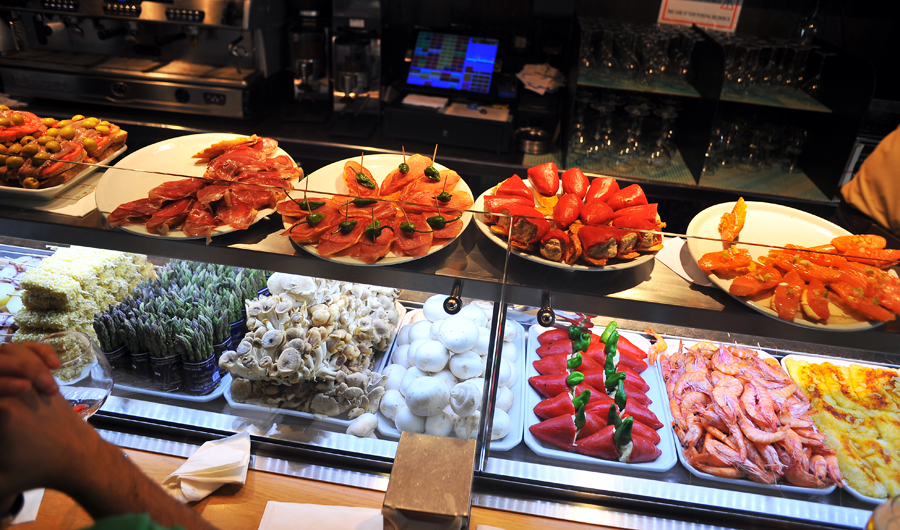
تاپاس در باری در بارسلون
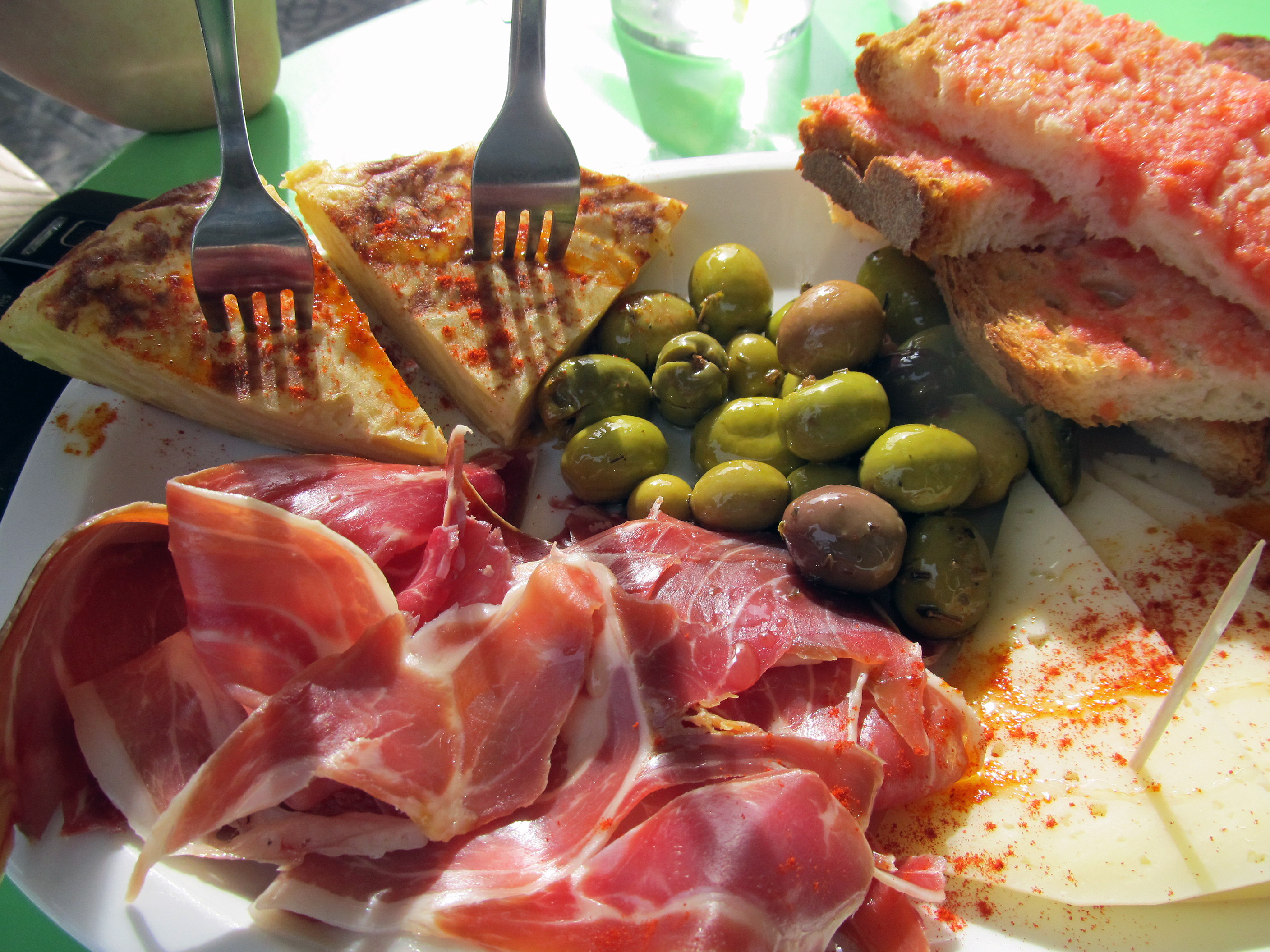
بشقابی از چندین نوع تاپا
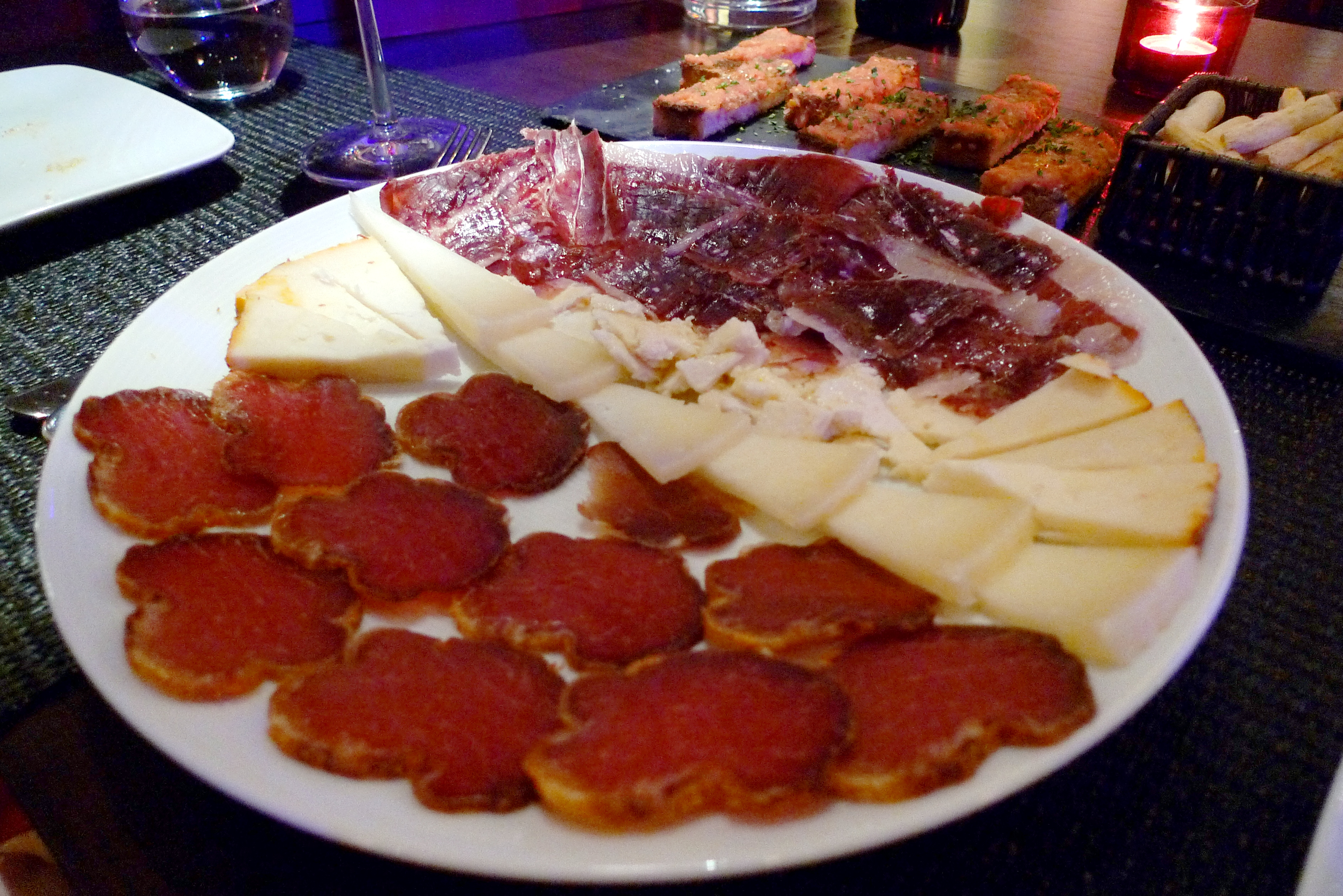
تاپاس در رستورانی در مالاگا